# Seznam hradů v Kraji Vysočina
Seznam hradů nacházejících se v kraji Vysočina, seřazených podle abecedy:
| Objekt                          | Obrázek | Okres            | Památková ochrana                                         | Lokace                                                                | Doba vzniku             | Dochovaný stav           |
| ------------------------------- | ------- | ---------------- | --------------------------------------------------------- | --------------------------------------------------------------------- | ----------------------- | ------------------------ |
| Aueršperk                       |         | Žďár nad Sázavou | 16007/7-3974                                              | ostrožna nad řekou Bystřicí, severovýchodně od obce Dvořiště          | 2. polovina 13. století | zřícenina                |
| Blažkov                         |         | Žďár nad Sázavou |                                                           | nad silnicí Blažkov–Mirošov                                           | 14. století             | zaniklý hrad             |
| Bobrová                         |         | Žďár nad Sázavou |                                                           | vrch Valy nad silnicí II/360, směrem na Moravec                       | před r. 1283            | zcela zaniklý hrad       |
| Božejov                         |         | Pelhřimov        |                                                           | Božejov 1                                                             | 15. století             | hrad přestavěný na zámek |
| Brtnice                         |         | Jihlava          | 18806/7-4719                                              | Zámek 1                                                               | 15. století             | hrad přestavěný na zámek |
| Čalonice                        |         | Třebíč           | 35837/7-2600                                              | nad VN Dalešice, mezi Dalešice a Stropešínem                          | před r. 1364            | zřícenina                |
| Červená Řečice                  |         | Pelhřimov        | 36908/3-2977 Archivováno 24. 11. 2015 na Wayback Machine. | Červená Řečice 1                                                      | po r. 1300              | hrad přestavěný na zámek |
| Červenice                       |         | Havlíčkův Brod   |                                                           | nad řekou Váhankou u Vrtěšic                                          | po r. 1200              | zcela zaniklý hrad       |
| Dalečín                         |         | Žďár nad Sázavou | 25282/7-3992                                              | za zámkem Dalečín (Dalečín 30)                                        | před r. 1358            | zřícenina                |
| Dub                             |         | Žďár nad Sázavou | 27419/7-3081                                              | nad řekou Oslavou mezi Tasovem a Kamennou                             | kolem r. 1268           | zřícenina                |
| Holoubek                        |         | Třebíč           | 30635/7-3100                                              | nad VN Dalešice na odbočce červené trasy z Chroustova na Číměř        | před r. 1353            | zřícenina                |
| Hrádek u Podmok                 |         | Havlíčkův Brod   | 34497/6-5475                                              | mezi obcemi Podmoky a Kozohlody                                       | po r. 1280              | zaniklý hrad             |
| Chřenovice                      |         | Havlíčkův Brod   | 14646/6-227                                               | nad řekou Sázavou a železniční zastávkou Chřenovice-Podhradí          | 1280                    | zřícenina                |
| Janštejn                        |         | Jihlava          | 32431/7-4828                                              | nad silnicí II/134 mezi Novou Vsí a Horníma Dubenkama                 | před r. 1315            | zřícenina                |
| Jemnice                         |         | Třebíč           | 11221/7-2709                                              | Husova 1                                                              | okolo r. 1227           | hrad přestavěný na zámek |
| Kámen                           |         | Pelhřimov        | 40125/3-3061                                              | Kámen 1                                                               | před r. 1316            | hrad                     |
| Kamenice nad Lipou              |         | Pelhřimov        | 14499/3-3064                                              | Náměstí Čsl. armády 1                                                 | 13. století             | hrad přestavěný na zámek |
| Kokštejn                        |         | Třebíč           | 20524/7-2635                                              | na Wilsonově skále nad VN Dalešice, u Hartvíkovic                     | po r. 1350              | zcela zaniklý hrad       |
| Konipas                         |         | Pelhřimov        |                                                           | Březina                                                               | 13. století             | zaniklý hrad             |
| Kostelec u Jihlavy              |         | Jihlava          |                                                           | nad silnicí z Kostelce na Cejle                                       | 13. století             | zcela zaniklý hrad       |
| Kozlov (okres Třebíč)           |         | Třebíč           | 33363/7-2805                                              | na ostrově ve VN Dalšice u Kozlan                                     | kolem r. 1350           | zřícenina                |
| Kozlov (okres Žďár nad Sázavou) |         | Žďár nad Sázavou |                                                           | nad silnicí II/387 mezi Štěpánovem nad Svratkou a Olešničkou          | po r. 1290              | zaniklý hrad a zřícenina |
| Kraví Hora                      |         | Třebíč           | 15402/7-2819                                              | na vrchu Kraví hora nad Oslavou u Kuroslep                            | před r. 1367            | zřícenina                |
| Křižanov                        |         | Žďár nad Sázavou | 37029/7-4164                                              | Zámek 1                                                               | okolo r. 1240           | hrad přestavěný na zámek |
| Lacembok                        |         | Havlíčkův Brod   |                                                           | nad Vrbeckým potokem u Souboře                                        | kolem r. 1360           | zcela zaniklý hrad       |
| Lamberk                         |         | Třebíč           | 30012/7-2545                                              | nad řekou Oslavou u Březníka, naproti Sedleckému hradu                | kolem r. 1370           | zřícenina                |
| Ledeč nad Sázavou               |         | Havlíčkův Brod   | 19808/6-255                                               | Hradní 701                                                            | před r. 1181            | hrad                     |
| Lipnice nad Sázavou             |         | Havlíčkův Brod   | 32798/6-279                                               | Lipnice nad Sázavou 1                                                 | před r. 1316            | zřícenina                |
| Lísek                           |         | Žďár nad Sázavou | 39636/7-3970                                              | na ostrožně mezi obcemi Bukov a Nivy                                  | před r. 1285            | zřícenina                |
| Mitrov                          |         | Žďár nad Sázavou | 38427/7-4444                                              | nad řekou Bobrůvkou a osadou Podmitrov                                | kolem r. 1280           | zřícenina                |
| Mostiště                        |         | Žďár nad Sázavou | 45692/7-4225                                              | nad řekou Oslavou, u kostela sv. Marka                                | před r. 1358            | zřícenina                |
| Mstěnice                        |         | Třebíč           |                                                           | nedaleko zaniklé vsi Mstěnice, u Hrotovic                             | kolem r. 1250           | zaniklý hrad             |
| Náměšť nad Oslavou              |         | Třebíč           | 21999/7-2882                                              | Zámek 1                                                               | před r. 1234            | hrad přestavěný na zámek |
| Orlík                           |         | Pelhřimov        | 35556/3-3032                                              | vrch Orlík mezi Humpolcem a Rozkoší                                   | kolem r. 1404           | zřícenina                |
| Pacov                           |         | Pelhřimov        | 16898/3-3186                                              | Náměstí Svobody 1                                                     | 15. století             | hrad přestavěný na zámek |
| Pechmburk                       |         | Pelhřimov        |                                                           | na Smrčinským potokem mezi Velkou Chyškou a Lesnou                    | před r. 1408            | zcela zaniklý hrad       |
| Polná                           |         | Jihlava          | 16918/7-5073                                              | Zámek 485                                                             | okolo r. 1320           | hrad přestavěný na zámek |
| Přibyslav                       |         | Havlíčkův Brod   |                                                           | nedaleko zámku, v okolí ulice Vyšehrad                                | před ř. 1250            | zaniklý hrad             |
| Pulkov                          |         | Třebíč           |                                                           | nad říčkou Rokytnou u Pulkova                                         | neznámá                 | zcela zaniklý hrad       |
| Pyšolec                         |         | Žďár nad Sázavou | 16927/7-4610                                              | na vrchu Pyšolec nad VN Vír II                                        | před r. 1350            | zřícenina                |
| Rabštejn                        |         | Třebíč           | 31715/7-2625[nedostupný zdroj]                            | nad VN Mohelno, nedaleko Skryjského mlýna                             | před r. 1358            | zřícenina                |
| Rokštejn                        |         | Jihlava          | 21329/7-5055                                              | nad řekou Brtnicí u Přímělkova                                        | po r. 1270              | zřícenina                |
| Ronov nad Sázavou               |         | Havlíčkův Brod   | 36521/6-322                                               | v oboře Volský Žlab nad Losenickým potokem                            | před r. 1329            | zřícenina                |
| Ronovec                         |         | Havlíčkův Brod   | 18250/6-125                                               | nad Břevnickým potokem při žluté značce z Rozsochatce na Břevnici     | před r. 1350            | zřícenina                |
| Roštejn                         |         | Jihlava          | 29908/7-4810                                              | Doupě 1                                                               | 14. století             | hrad                     |
| Rožná                           |         | Žďár nad Sázavou |                                                           | vrch Hradisko nad Rožnou                                              | kolem r. 1250           | zcela zaniklý hrad       |
| Sádek                           |         | Třebíč           | 41958/7-2586                                              | Čáslavice 68                                                          | před r. 1286            | hrad přestavěný na zámek |
| Sedlecký hrad                   |         | Třebíč           | 29959/7-3043[nedostupný zdroj]                            | nad řekou Oslavou mezi obcemi Sedlec a Březník, naproti hradu Lamberk | 14. století             | zřícenina                |
| Sokolohrady                     |         | Havlíčkův Brod   |                                                           | nad údolím Doubravy mezi osadou Točitý Vír a Bílkem                   | před r. 1404            | zcela zaniklý hrad       |
| Střeliště                       |         | Třebíč           |                                                           | na modré značce z Radonína na Číchov                                  | před r. 1231            | zcela zaniklý hrad       |
| Štamberk                        |         | Jihlava          | 41830/7-5193                                              | v lese u Lhotky, nedaleko lomu Řásná                                  | před r. 1356            | zřícenina                |
| Štarkov (Skály)                 |         | Žďár nad Sázavou | 29070/7-4308                                              | na vrchu Štarkov mezi Novým Jimramovem a Jimramovskými Pasekami       | kolem r. 1380           | zřícenina                |
| Telč (hrad)                     |         | Jihlava          |                                                           | okolí kostela sv. Ducha                                               | před r. 1334            | zaniklý hrad             |
| Telč (zámek)                    |         | Jihlava          | 15430/7-5249                                              | Náměstí Zachariáše z Hradce 1                                         | po r. 1387              | hrad přestavěný na zámek |
| Templštejn                      |         | Žďár nad Sázavou | 45040/7-4002                                              | nad řekou Oslavou mezi obcí Oslava a osadou Nesměř                    | neznámá                 | zřícenina                |
| Trčkův hrad                     |         | Pelhřimov        |                                                           | Želiv 88                                                              | po r. 1468              | hrad                     |
| Velké Meziříčí                  |         | Žďár nad Sázavou | 18288/7-4543                                              | Zámecké schody 1200/4                                                 | před r. 1377            | hrad přestavěný na zámek |
| Zahrádka                        |         | Jihlava          |                                                           | nad VN Švihov mezi Zahrádkou a Snětem                                 | před r. 1350            | zcela zaniklý hrad       |
| Zkamenělý zámek                 |         | Žďár nad Sázavou |                                                           | Česká Cikánka                                                         | 13. století             | zaniklý                  |
| Zňátky                          |         | Třebíč           |                                                           | nad řekou Oslavou u obce Zňátky                                       | 14. století             | zcela zaniklý hrad       |
| Zubštejn                        |         | Žďár nad Sázavou | 37898/7-4191                                              | na skalním hřbetu nad obcí Pivonice                                   | kolem r. 1314           | zřícenina                |
| Žirovnice                       |         | Pelhřimov        | 47113/3-3374                                              | Branka 1                                                              | okolo r. 1250           | hrad přestavěný na zámek |